# Kebonjati (Cikole)
Kebonjati is een bestuurslaag in het regentschap Kota Sukabumi van de provincie West-Java, Indonesië. Kebonjati telt 7488 inwoners (volkstelling 2010).